# Фейерабенд, Пол
Пол (Па́уль) Карл Фе́йерабенд (нем. Paul Karl Feyerabend [ˈfaɪɐˌaːbɛnt]; 13 января 1924, Вена — 11 февраля 1994, Женолье, кантон Во, Швейцария) — австрийско-американский учёный, философ, методолог науки. Родился в Вене (Австрия), в разное время жил в Англии, США, Новой Зеландии, Италии, Швейцарии. С 1958 по 1989 год работал профессором философии в Калифорнийском университете в Беркли.
Основные работы:
- «Против метода» (англ. Against Method: Outline of an Anarchistic Theory of Knowledge, опубликована в 1975 году),
- «Наука в свободном обществе» (англ. Science in a Free Society, опубликована в 1978 году),
- «Прощай, благоразумие» или «Прощай, разум» в других переводах (англ. Farewell to reason, сборник статей, опубликованный в 1987 году).

Фейерабенд стал известен благодаря своим анархистским взглядам на процесс научного познания, и утверждениям, что в науке не существует универсальных методологических правил. На основе этих идей он создал концепцию эпистемологического анархизма. Он был влиятельной фигурой в философии науки и в социологии научного познания. Критика Фейерабенда оказала существенное влияние на развитие теорий науки Томаса Куна, Имре Лакатоса и др.

## Биография

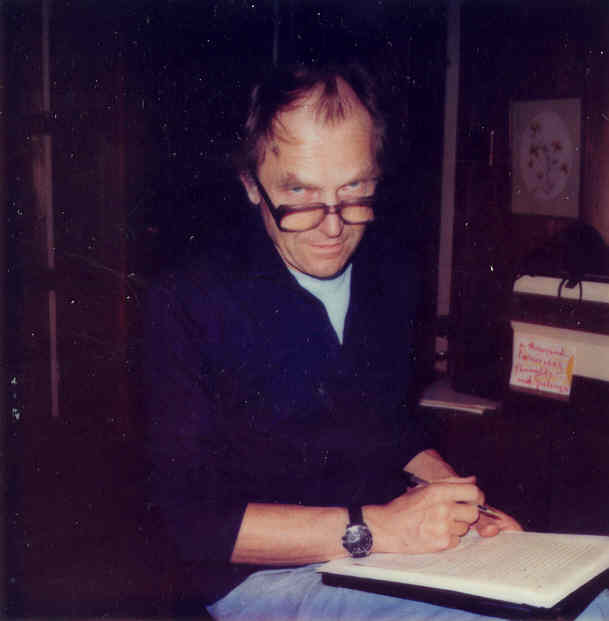
Пол Фейерабенд в университете Беркли

Пауль Карл Фейерабенд родился в 1924 году в Вене, где он обучался в начальной школе, а затем и в высшей школе. Семья Фейерабенда жила в неблагополучном квартале. Его родители, опасаясь влияния улицы на ребёнка, не выпускали его из дому вплоть до десятилетнего возраста. В доме было очень мало книг, и Пауль предавался размышлениям и мечтам, сидя целыми днями в одиночестве.
Позже Фейерабенд увлекся чтением, полюбил театр и стал брать уроки пения. Долгое время он хотел стать профессиональным вокалистом.
После окончания высшей школы в апреле 1942 года Фейерабенд был направлен на исполнение трудовой повинности. После прохождения подготовки в городе Пирмасен в Германии он был направлен в местечко Quélern-en-Bas около Бреста во Франции. Фейерабенд пишет в своей автобиографии, что ему приходилось выполнять тогда трудную монотонную работу: «мы двигались вокруг деревни, рыли канавы, а затем снова их закапывали».
Выполнив эти обязательства, Пауль Фейерабенд вскоре вернулся в Австрию и вступил в офицерскую школу. Фейерабенд блестяще сдал вступительные экзамены, однако позднее утверждал, что учился без старания. Несколько раз ему, якобы, удавалось оставаться на повторный курс как неуспевающему. Он надеялся, что война прекратится раньше, чем он закончит своё обучение как офицер. Однако, этого не произошло.
С декабря 1943 году он служил в северной части Восточного фронта. Здесь Фейерабенд был награждён орденом Железный крест, и ему было присвоено звание лейтенанта. Во время отступления немецких войск под натиском Красной армии Фейерабенд был ранен тремя пулями. Одна из них попала в позвоночник, и это привело к тому, что всю оставшуюся жизнь Пауль Фейерабенд ходил на костылях и страдал от сильных болей.
В 1948 году в Австрийском колледже в Альпбахе повстречал К. Поппера и в 1952 году приехал в LSE работать под его руководством над проблемами, связанными с квантовой
механикой. Впоследствии, однако, их отношения разладятся.

## Работы, касающиеся природы научного метода
В своих книгах Против метода и Наука в свободном обществе Фейерабенд отстаивал идею о том, что нет методологических правил, которые всегда используются учёными. Он выступал против единого, основанного на традиции, научного метода, обосновывая это тем, что любой такой метод ставит некоторые пределы в деятельности учёных, и, таким образом, ограничивает прогресс. Согласно его точке зрения, наука выиграла бы больше всего от некоторой «дозы» анархизма в научной теории. Он также считал, что анархизм в теории желателен, потому что это более гуманистический подход, чем другие научные системы, поскольку он не навязывает учёным жёстких правил.
Можем ли мы исключить возможность того, что известная ныне наука, или «поиск истины» в стиле традиционной философии, превратит человека в монстра? Можно ли исключить возможность того, что это будет ущербный человек, превращённый в убогий, угрюмый, самонадеянный механизм, лишённый обаяния и чувства юмора? «Можно ли исключить возможность того, — спрашивает Кьеркегор, — что моя деятельность как объективного {или рационально-критического} наблюдателя природы ослабляет мою человеческую сущность?» Я полагаю, что ответ на все эти вопросы должен быть отрицательным, и уверен в том, что реформа наук, которая сделает их более анархистскими и более субъективными (в смысле Кьеркегора), крайне необходима. (Против метода, с. 154)
Позиция Фейерабенда считается в философском сообществе достаточно радикальной, поскольку она предполагает, что философия не может успешно описать науку в целом, как не может она и разработать метод отделения научных трудов от ненаучных сущностей, таких, как мифы. Она также предполагает, что разработанный и рекомендуемый философами «общий курс» развития науки должен быть отвергнут учёными, если это необходимо для дальнейшего прогресса.
Мнение Фейерабенда схоже с позицией стоиков: это философия возникновения, но не обоснования теорий; отказ от концепции единственно верной истины. Он считает, как и стоики, что мышление является «точкой опоры» в мире, неким «природным навигатором», которым нужно пользоваться для самосохранения.
Для поддержки своего утверждения, что соблюдение методологических правил не ведет к успеху в науке, Фейерабенд приводит примеры, опровергающие заявления, будто бы (правильная) наука действует в соответствии с определёнными фиксированными правилами. Он рассматривает некоторые эпизоды в истории науки, которые считаются несомненными примерами прогресса в науке (такие, как научная революция Коперника), и показывает, что в этих случаях нарушаются все принятые в науке правила. Более того, он доказывает, что если бы эти правила соблюдались, то в рассматриваемых исторических ситуациях научная революция не могла бы совершиться.
Один из критериев оценки научных теорий, который активно критикуется Фейерабендом — это критерий последовательности. Он указывает, что настаивание на том, чтобы новые теории последовательно продолжали старые теории, даёт необоснованные преимущества старым теориям, и что последовательность по отношению к старым теориям не приводит к тому, что новая теория лучше описывает действительность по сравнению с другой новой теорией, которая такую последовательность не соблюдает. То есть, если нужно выбрать между двумя одинаково убедительными теориями, то выбор той из них, которая совместима со старой, уже недействительной теорией, будет скорее эстетическим выбором, нежели рациональным. «Знакомость» такой теории учёным также может быть вредной, поскольку они не отбросят многие застарелые предубеждения при переходе к новой теории.

### Критика
Э. М. Чудинов отмечает, что:

Отрицание объективного мерила ценности научных теорий, отнесение критерия выбора теории к сфере психологии … личному вкусу учёного — всё это неизбежно приводит к нигилистическому отношению к самому понятию истины. Тем самым отвергается стратегия научного познания, направленная на всё более глубокое отражение реального мира. Эта задача считается невыполнимой и не соответствующей целям реальной науки.
 Отрицание роли фактов в обосновании и выборе научных теорий является проявлением иррационализма.

## Труды
- Against Method: Outline of an Anarchistic Theory of Knowledge (1975)
- Science in a Free Society (1978)
- Realism, Rationalism and Scientific Method: Philosophical papers, Volume 1 (1981)
- Problems of Empiricism: Philosophical Papers, Volume 2 (1981)
- Farewell to Reason (1987)
- Three Dialogues on Knowledge (1991)
- Killing Time: The Autobiography of Paul Feyerabend (1995)
- Conquest of Abundance: A Tale of Abstraction versus the Richness of Being (1999)
- Knowledge, Science and Relativism: Philosophical Papers, Volume 3 (1999)
- For and Against Method: Including Lakatos’s Lectures on Scientific Method and the Lakatos-Feyerabend Correspondence with Imre Lakatos (1999)
- The Tyranny of Science (2011)

### Публикации трудов на русском языке
- Избранные труды по методологии науки / Пер. с англ. и нем. А. Л. Никифорова; общ. ред. и вступ. ст. И. С. Нарского. — М.: Прогресс, 1986. — 542 с.
- Против метода. Очерк анархистской теории познания / Пер. с англ. А. Л. Никифорова. — М.: АСТ; Хранитель, 2007. — 413 с. ISBN 978-5-17-041128-3
- Наука в свободном обществе / Пер. с англ. А. Л. Никифорова. — М.: АСТ: АСТ Москва, 2010. — 378 с. ISBN 978-5-403-02543-0
- Прощай, разум / Пер. с англ. А. Л. Никифорова. — М.: АСТ: Астрель, 2010. — 477 с. ISBN 978-5-271-29459-4
- Убийство времени. Автобиография / Пер. с англ. В. Зацепина. — М.: Rosebud Publishing, 2020. — 368 с. ISBN 978-5-905712-51-7

#### Статьи
- Возвращение к жизни: (Заключительная глава статьи «Заметки о релятивизме») // Alma mater. — 1998. — № 8. — С. 49-52.
- Фейерабенд П. Как защитить общество от науки // Epistemology & Philosophy of Science : журнал  / пер. с англ. А. Ю. Стручкова. — 2005. — Т. 3, № 1. — С. 217-228. — ISSN 1811-833X.
- Фейерабенд П. Прогресс в философии, науке и в искусстве // Epistemology & Philosophy of Science : журнал. — 2009. — Т. 22, № 4. — С. 215-231. — ISSN 1811-833X.